# Mode connecté
Le mode connecté est l'établissement d'une session de communication entre deux parties qui veulent échanger des données. Cette session comporte un début, une fin et une validation (vérification des erreurs), classiquement un identifiant et un mot de passe. Elle correspond à la couche no 5 dite « session » du modèle OSI, entre les couches « présentation » et « transport ». 
Le protocole TCP se base sur le mode connecté.